# Kollegienkirche (Salzburg)
De Kollegienkirche, gelegen in de oude stadskern van Salzburg, is de universiteitskerk, ontworpen tijdens de regering van de aartsbisschop Johann Ernst graaf von Thun und Hohenstein door de Oostenrijkse architect Johann Bernhard Fischer von Erlach tussen 1696 en 1707. 

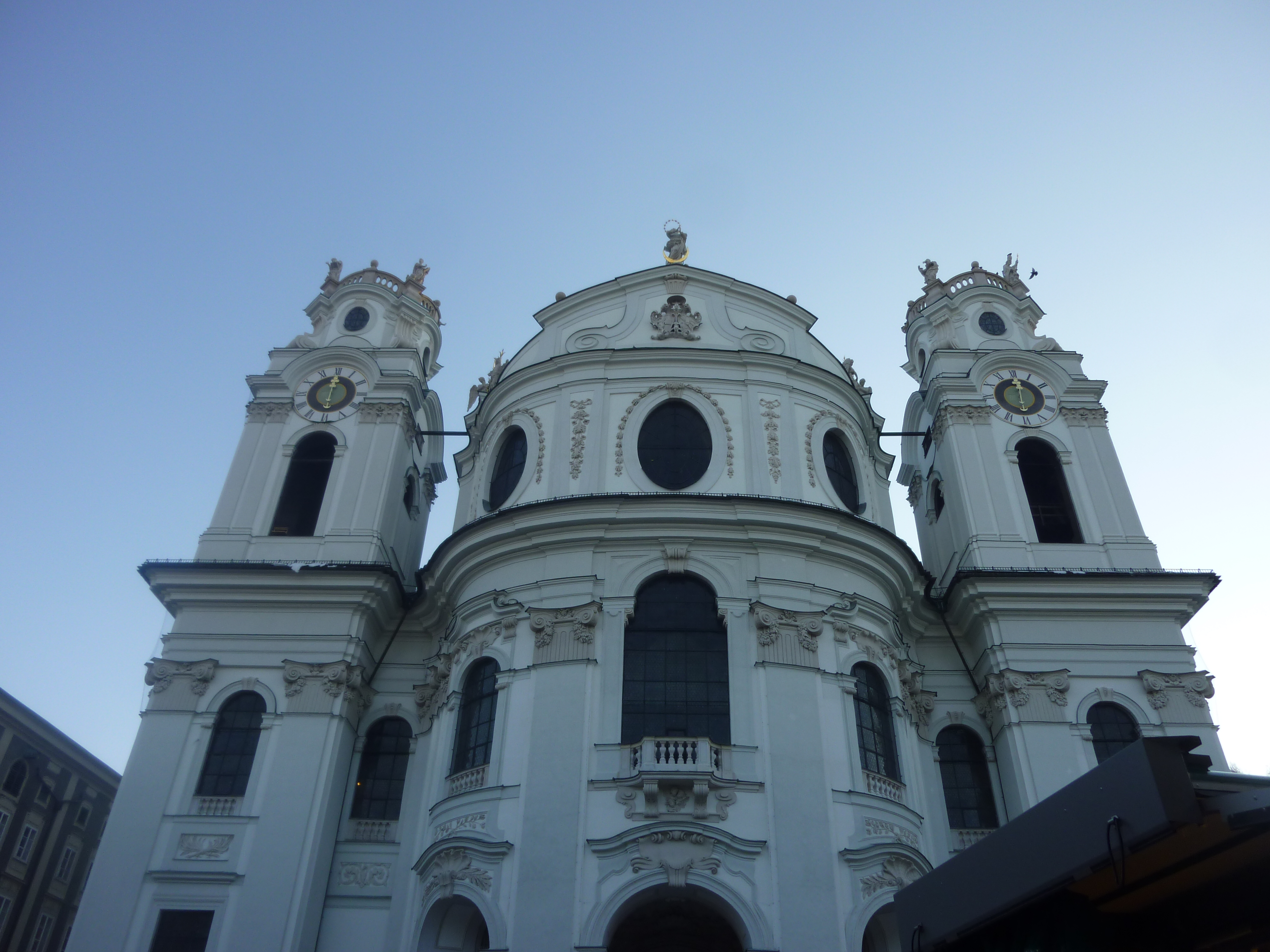
Gevel van de Kollegienkirche

Deze kerk is, samen met de Drievuldigheidskerk in Salzburg, een der belangrijkste kerken in Oostenrijkse Barokstijl en werd reeds binnen een tijdspanne van 15 jaar nagebootst in het Weingartenklooster en Einsiedelnklooster.
De kerk werd in 1707 toegewijd aan de Onbevlekte Ontvangenis van de Heilige Maagd Maria.
De twee torens langs de convexe gevel zijn naar het oosten gericht. Ze hebben geen spits, maar worden gevuld met balustrades met allegorische figuren, namelijk (links)  de vier evangelisten  (Matteüs, Marcus, Lucas en Johannes) en (rechts) vier kerkvaders (Augustinus, Ambrosius, Hiëronymus, en Gregorius de Grote). Verder bevat de gevel de figuren van enkele engelen en wordt bovenaan bekroond met de figuur van de Onbevlekte Ontvangenis van Maria met een maansikkel. Al deze figuren werden gemaakt door Michael Bernhard Mandl.
Het langwerpig schip wordt overspannen door een hoge centrale koepel, waardoor een ruimtelijke indruk wordt geschapen. Door die koepel in de transept naar het westen te richten, kreeg de tradfionele kruisvorm een regelmatigere vorm. Het doet hierin denken aan de kerk San Carlo ai Catinari (begonnen in 1612 door Renato Rosati) in Rome. Hierdoor kon Fischer von Erlach de inwendige elevaties en de indeling van de zijkapellen symmetrisch maken. 
Het schip wordt overwelfd met torenhoge tongewelven in kruisvorm. De zijaltaren in de kapellen zijn gewijd aan de vier faculteitsheiligen: Thomas van Aquino (theologie), Ivo (rechtsgeleerdheid), Lucas (geneeskunde) en Catherina (filosofie). De figuren in de nissen zijn van de hand van Josef Anton Pfaffinger en Meinrad. Het altaarstuk van de linker en de rechter transept werden vervaardigd door Johann Michael Rottmayr (1721-1722).

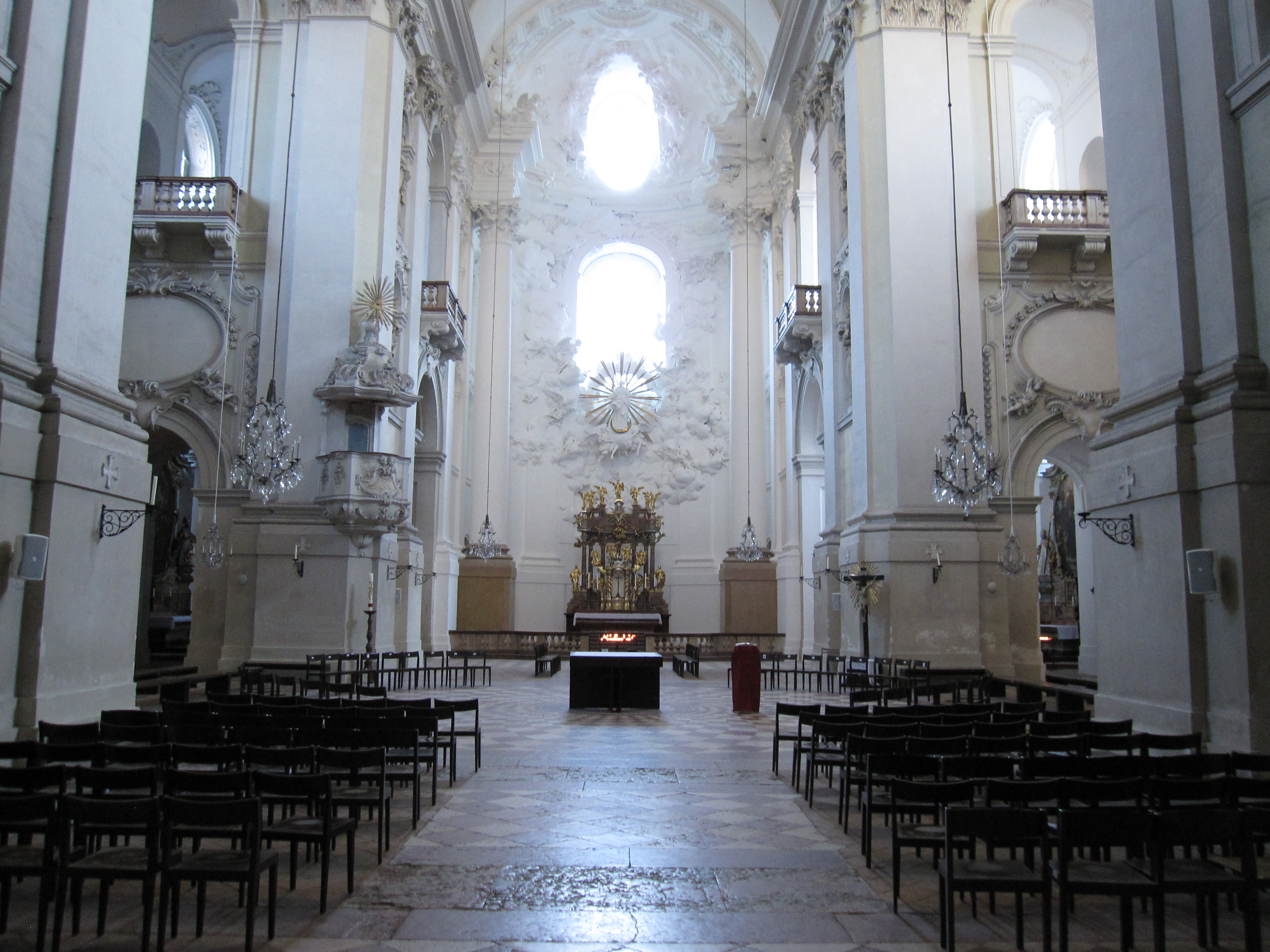
Schip met hoogaltaar

Het hoogaltaar werd ontworpen door pater Bernard Stuart en uitgevoerd in 1740 door Josef Anton Pfaffinger. Het symboliseert de tekst in het boek Spreuken 9:1, "De opperste Wijsheid heeft Haar huis gebouwd; Zij heeft Haar zeven pilaren gehouwen". De figuren zijn met grote vaardigheid uitgevoerd in stucwerk. Men vindt erin de voornaamste motieven van deze kerk terug: muziek, poëzie, schilderkunst en architectuur, evenals de vier faculteiten. Daarboven zweven de allegorische figuren van liefde en hoop, geïnspireerd door het geloof. Bovenaan de kroonlijst staan zeven aartsengelen. Helemaal bovenaan verschijnt de Onbevlekte Maagd Maria, omkranst door stralen en wolken.
Het orgel werd gebouwd door Matthäus Mauracher I in 1866-1868 en gerestaureerd in 1982. Het werd in 1869 bespeeld door de componist Anton Bruckner.

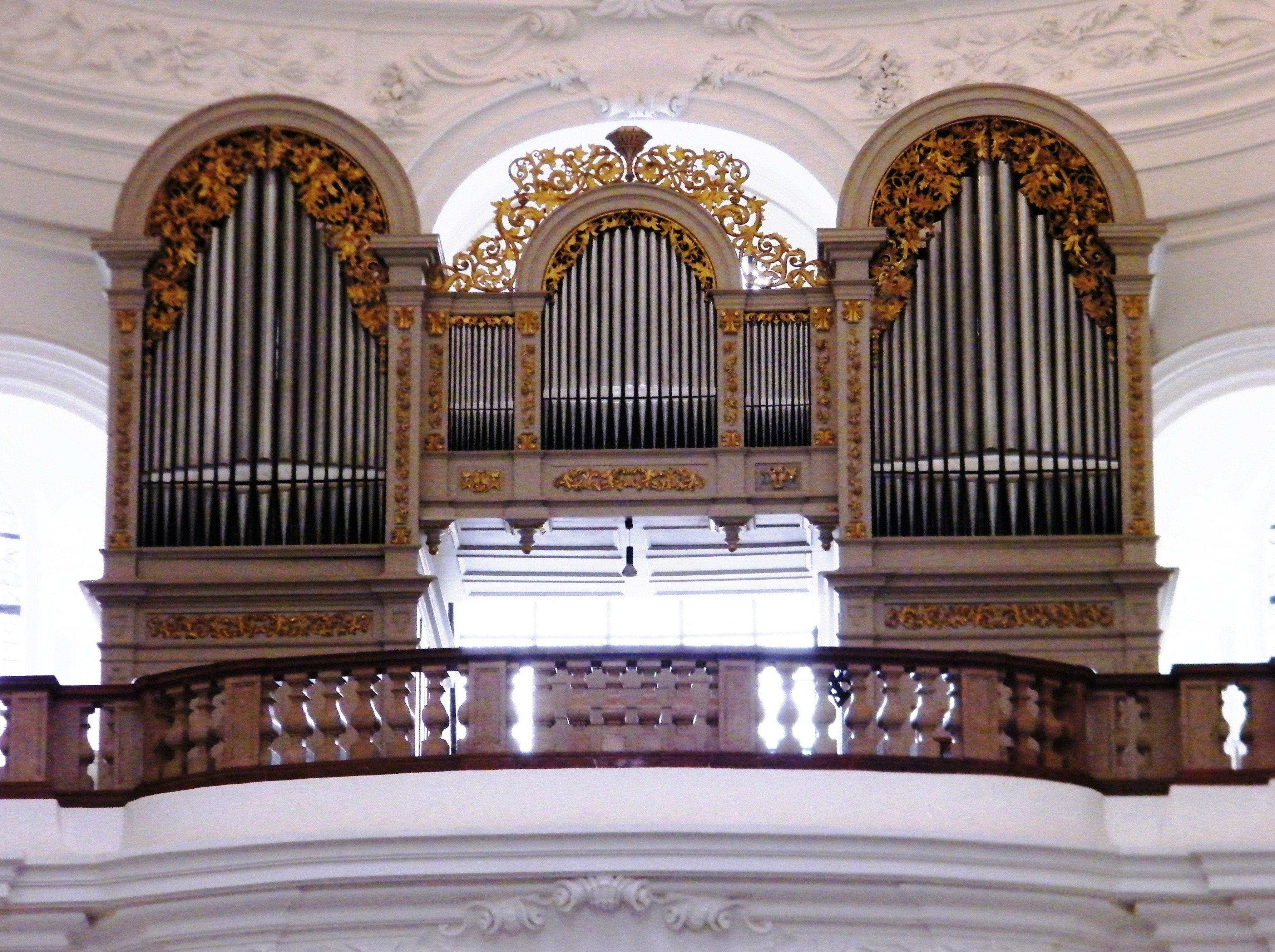
het orgel